# Romeinse villa Basse-Wavre
De Romeinse villa in Basse-Wavre (1e eeuw tot 3e eeuw), in de Belgische gemeente Waver, was een archeologische site in 1864 en 1904. Tijdens de Eerste Wereldoorlog werd de site dichtgegooid om twee redenen: uit schrik voor diefstal en om over voldoende akkergrond te beschikken voor de boeren in oorlogstijd.
In het Romeinse Rijk was de villa gelegen op een open plek in het Kolenwoud (Latijn: Silva Carbonaria), langs de rivier de Dijle. Een reconstructie staat op de prent hiernaast.
Het wordt omschreven als een van de grootste en meest luxueuze villa’s in België uit de Romeinse tijd.

## Plaats
De villa werd gevonden in Basse-Wavre, deel van de stad Waver in de Belgische provincie Waals-Brabant. Basse-Wavre bevindt zich stroomafwaarts de Dijle ten opzichte van het stadscentrum. De hele Romeinse site zou 300 ha bedragen. Grotendeels bevindt de site zich onder de landerijen van boerderij L’Hosté, naast de spoorweghalte Basse-Wavre. Sinds 1921 is de Romeinse site beschermd erfgoed. De huidige eigenaars wensen geen heropening van het archeologisch dossier van 1904 uit vrees voor enorme onteigening. Nog andere Romeinse villa's in de Dijlevallei hebben sporen nagelaten, zoals de villa in Wilsele.

## Beschrijving
Enkel de villa werd blootgelegd in 1904; vermoedelijk zijn er rondom nog zes bijgebouwen. De villa telt vijftig kamers waarvan negen verwarmd werden via hypocaustum. De afmetingen zijn opmerkelijk groot. De lengte van de villa bedraagt 150 meter. Een opsomming van enkele kamers volgt hieronder.
- Zuilengalerij van 110 meter lang, die quasi geheel de zuidoostelijke gevel inneemt (vooraan op de tekening). Middenin bevond zich de hoofdingang.
- Feestzaal van 90 vierkante meter, versierd met marmer van Klein-Azië, Egypte en Albanië. De feestzaal kan 150 personen ontvangen.
- Twee keukens met elk zijkeukens. De grootste keuken bevat ruitvormige vloertegels en een waterleiding naar buiten voor afvalwater.
- Eén grote binnentuin; één binnenplaats met zuiltjes; enkele kleine binnentuinen.
- Gang van 1,30 meter breed met kast
- Andere gang waar de waterleiding loopt naar de wasplaatsen
- Appartementen voor de eigenaars
- Kamers voor huispersoneel en bewaking
- Vijf provisiekamers
- Stookplaats om water te verwarmen voor de vloerverwarming en het badhuis.
- Aan de westelijke kant bevond zich het badhuis (links op de tekening). De kamers stonden rond een patio in verbinding met het hoofdhuis. Het badhuis telde een tepidarium (soort vestiaire), caldarium (warm bad), sudatorium (soort sauna) alsook een frigidarium (koud bad) met visvijver, waterleiding en belendende lokalen.
- Twee lusthoven rond de villa.

## Bewoners
Omwille van het residentieel karakter spreken archeologen over een type villa rustica. Het kan daarom gebouwd zijn door een gepensioneerd dignitaris of iemand die geen landbouwexploitatie beoogde in de nabijheid van het woud. Een alternatieve hypothese is dat de villa toch bewoond werd door Gallo-Romeinse herenboeren die landbouw bedreven; de opgraving van de nevengebouwen kan hierin duidelijkheid geven.

## Einde
Een brand vernielde de villa, vermoedelijk tussen het jaar 254 en 276. Invallende Germanen worden met de vinger gewezen.
In de vroege middeleeuwen werd er een gebouwtje opgericht met brokstukken van de villa. De exacte datering is vooralsnog niet mogelijk. Pas in de 11e eeuw, acht eeuwen na de brand in de Romeinse villa, werd er opnieuw echt gebouwd: Hendrik III, graaf van Leuven, stichtte de priorij Basse-Wavre. De priorij hing af van de benedictijnen van Affligem.